# Sola (canción de Becky G)
«Sola» es una canción interpretada por la cantante estadounidense Becky G. Fue lanzada el 24 de junio de 2016 a través Kemosabe Records como el primer sencillo de su proyectado álbum debut en español. «Sola» fue escrita por Gómez junto a Saul Alexander Castillo Vásquez, Steven Domínguez y Vicente Martín Rodríguez; es su primera canción a ser grabada totalmente en español. Líricamente, habla sobre ganar libertad después de la conclusión de una relación negativa.

## Recepción
El sencillo fue lanzado en 24 de junio de 2016, en plataforma digital. El audio del mismo fue lanzando días antes a través de VEVO.
Obtuvo una recepción generalmente positiva por los críticos. La revista Billboard elogio el uso del Reguetón en la producción de la canción, mientras que PopSugar describió la canción como su lanzamiento "muy atractiva". 

## Interpretación en vivo
La primera interpretación de la canción en vivo fue en los premios Premios Juventud.

## Posicionamiento
| Listas (2016)                             | Posiciones |
| ----------------------------------------- | ---------- |
| Estados Unidos (Hot Latin Songs)          | 18         |
| Estados Unidos (Latin Pop Airplay)        | 11         |
| Estados Unidos (Monitor Latino)           | 1          |
| Estados Unidos (Latin Digital Song Sales) | 6          |
| Estados Unidos (Latin Pop Song)           | 11         |
| Estados Unidos (Latin Streaming Song)     | 17         |

### Year-end charts
| Chart (2016)              | Posición |
| ------------------------- | -------- |
| Billboard Hot Latin Songs | 63       |